# Mega Man Anniversary Collection
Mega Man Anniversary Collection är en samling av datorspel som utvecklats av Atomic Planet Entertainment och publicerades av Capcom. Den släpptes i Nordamerika den 23 juni 2004 för GameCube och PlayStation 2 och den 15 mars 2005 för Xbox. Mega Man Anniversary Collection innehåller de första åtta spelen i den ursprungliga Mega Man-serien, som gaves ut på Nintendo Entertainment System med de första sex spelen, flyttades serien till Super Nintendo Entertainment System med det sjunde spelet och flyttade till PlayStation och Sega Saturn med det åttonde spelet.
Spelet påbörjar kampen mellan den humanoida roboten tillika spelarstyrda figuren Mega Man och den galne vetenskapsmannen Dr. Wily och de sex ledarrobotarna som han kontrollerar. Mega Mans icke-linjära spelupplägg låter spelaren välja i vilken ordning de sex första banorna avverkas. Varje bana slutar med en bosstrid mot en ledarrobot som belönar spelaren med ett unikt vapen. 

## Original Mega Man-spel
- Mega Man
- Mega Man 2
- Mega Man 3
- Mega Man 4
- Mega Man 5
- Mega Man 6
- Mega Man 7
- Mega Man 8